# Rivière des Prairies
För andra betydelser, se Rivière des Prairies (olika betydelser).
Rivière des Prairies är ett vattendrag i Kanada.   Det ligger i provinsen Québec, i den sydöstra delen av landet, 180 km öster om huvudstaden Ottawa.
I omgivningarna runt Rivière des Prairies växer i huvudsak barrskog. Runt Rivière des Prairies är det tätbefolkat, med 397 invånare per kvadratkilometer.